# يوسف الموينع
يوسف الموينع (1980) لاعب كرة قدم من سعودي، وهو شقيق لاعب نادي الهلال السعودي السابق منصور الموينع.

## مسيرته الرياضية

### نادي الشباب
بدأ مشوراه الكروي مع نادي الشباب السعودي، وكان يلعب في مركز محور الارتكاز.

### نادي النصر
انتقل مطلع موسم 2008-2009 إلى نادي النصر السعودي، قدم يوسف مستويات مميزة مع النادي، وبالرغم من انه يقدم مستويات جيده وثابته والدليل أنه أنهى مشكلة محور الارتكاز في نادي النصر السعودي إلا أنه من اللاعبين المظلومين إعلامياً.

### نادي الأهلي
انتقل إلى نادي الاهلي السعودي في أوائل عام 2010.

### نادي هجر
وفي 18 أكتوبر 2011م تم اعلان تعاقد اللاعب مع نادي هجر في الاحساء بقيمة 600 ألف ريال سعودي في موسم واحد فقط. والان يملك مكتب تعاقدات ولديه عدد من نجوم الخليج من ابرزهم اللاعب حسن معاذ.